# Fretterans
 Fretterans  es una población y comuna francesa, en la región de Borgoña, departamento de Saona y Loira, en el distrito de Louhans y cantón de Pierre-de-Bresse.

## Demografía
| 386 | 373 | 352 | 335 | 318 | 299 |
| Para los censos de 1962 a 1999 la población legal corresponde a la población sin duplicidades (Fuente: INSEE [Consultar]) |     |     |     |     |     |